# Haffenrode
Haffenrode auch Haffenrath ist ein wüst gefallener Ort im Raum Schmallenberg, im Hochsauerlandkreis (Nordrhein-Westfalen).
Der Ort lag etwa eineinhalb Kilometer oberhalb der Mündung des Gleierbaches in die Lenne, zwischen Gleidorf und Fredeburg. 1303 wurde der Hof als Curtis der Edelherren von Grafschaft erwähnt. Um 1370 gaben ein Fredeburger Bürger und seine Frau ihre halbe Hove tho Haffenrode dem Kloster Grafschaft für eine Memorienstiftung. Der Ort war zu dieser Zeit vermutlich schon eine Wüstung. Ab etwa 1500 wurden die Ländereien von Schmallenberg aus bewirtschaftet. 
In der Nähe wurde 1832 ein Hof mit einer Kapelle errichtet.
Der Ort ist wie viele andere Orte im späten Mittelalter dem großen Wüstungsprozess zum Opfer gefallen. Es hat sich dabei wohl um einen schleichenden, langsamen Vorgang gehandelt.  Der Untergang dieser stadtnahen Siedlung ist vermutlich mit der Entwicklung des städtischen Mittelpunktes von Schmallenberg verbunden. Ein weiterer Grund waren Pestepidemien und das Bedürfnis der Bewohner, in der Stadt Schutz zu suchen.